# Citrus trifoliata
L'arancio trifogliato (Citrus trifoliata L., 1763) è un agrume facente parte della famiglia delle Rutaceae.

## Descrizione

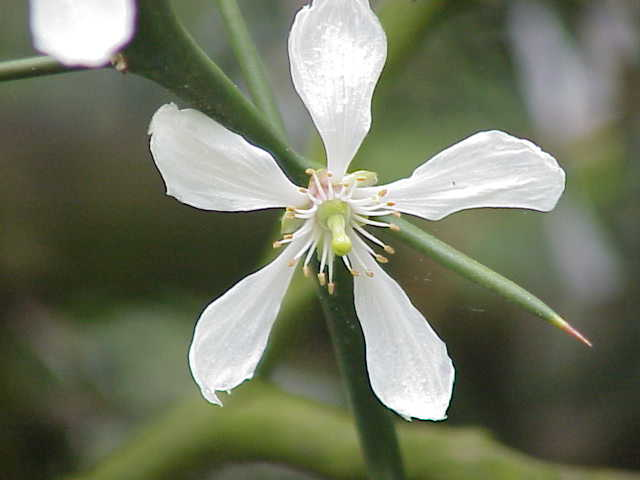
Fiore

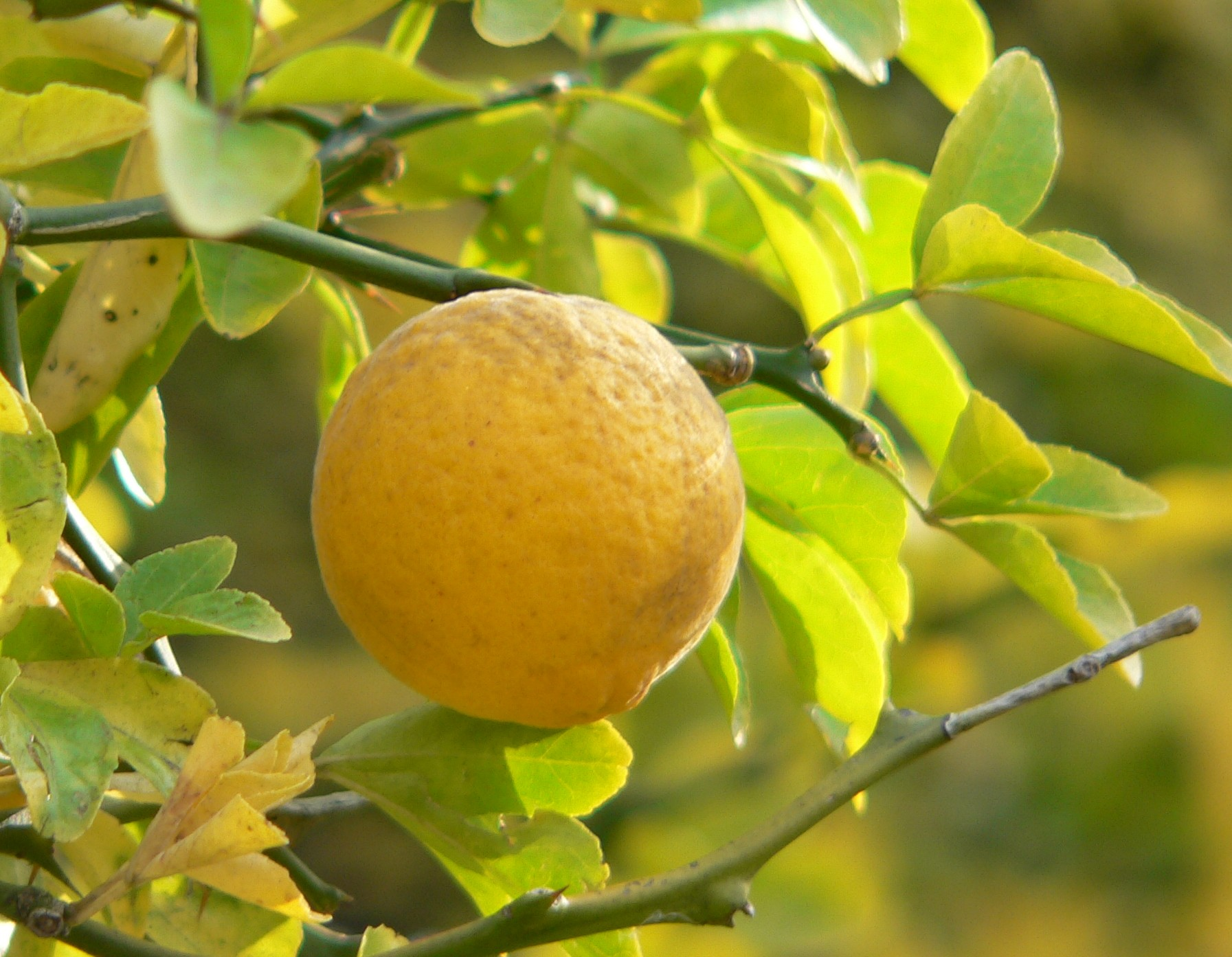
Frutto

È un folto arbusto o alberello che può raggiungere i 7 metri di altezza. Diversamente da tutti gli altri agrumi, non è un sempreverde, sopporta il freddo (fino a −20 °C), e la buccia dei frutti è leggermente pelosa.
Le foglie sono trifogliate e caduche, con una foglia centrale può raggiungere i 5 cm di lunghezza, e due foglie laterali solitamente più piccole. All'ascella crescono delle grandi spine che alle volte possono superare 5 cm di lunghezza.
I fiori sono bianchi e simili a quelli dei Citrus, ma sono un po' più grandi e leggermente meno profumati.
I frutti, globosi, di 3-4 cm di diametro, sono inizialmente verdi, tendenti al giallo a maturazione, ed hanno la buccia coperta da una leggera peluria.

## Distribuzione e habitat
Citrus trifoliata è originario della Cina , ma oggi viene coltivato in tutto il mondo.

## Coltivazione
Caratteristica degna di nota di questo agrume è la possibilità di coltivazione ben oltre la classica fascia temperata riservata agli altri agrumi.
È il migliore portainnesto per ibridi di tutti gli agrumi. Oltre a conferire alle nuove piante resistenza al freddo e alle malattie, sembra che le piante di Citrus trifoliata favoriscano raccolti più abbondanti.

Garantisce inoltre resistenza al nematode degli agrumi e alla gommosi del colletto.

## Usi
Di gusto molto amaro ma dotato di un gradevole profumo, è usato per la produzione di marmellate ed alcuni liquori. Deidratato e triturato si usa come spezia.
Non viene consumato fresco a causa dei troppi semi contenuti dentro il frutto.
Viene spesso impiegato come pianta ornamentale, soprattutto per siepi assolutamente impenetrabili. Ultimamente è stato anche tentato il suo utilizzo tra i guard-rail autostradali.